# Pussos
Pussos ist ein Ort und eine ehemalige Gemeinde in Portugal.

## Geschichte
1514 verlieh König D. Manuel I. dem Ort Stadtrechte und machte es als Vila Nova de Pussos zum Sitz eines Kreises.
Im Verlauf der verschiedenen Verwaltungsreformen nach der Liberalen Revolution 1822 wurde der Kreis Pussos in den 1830er Jahren aufgelöst und Alvaiázere angeschlossen.
Mit der Gebietsreform in Portugal 2013 wurden die Gemeinden Pussos und Rego da Murta zur neuen Gemeinde Pussos São Pedro zusammengeschlossen.

## Verwaltung

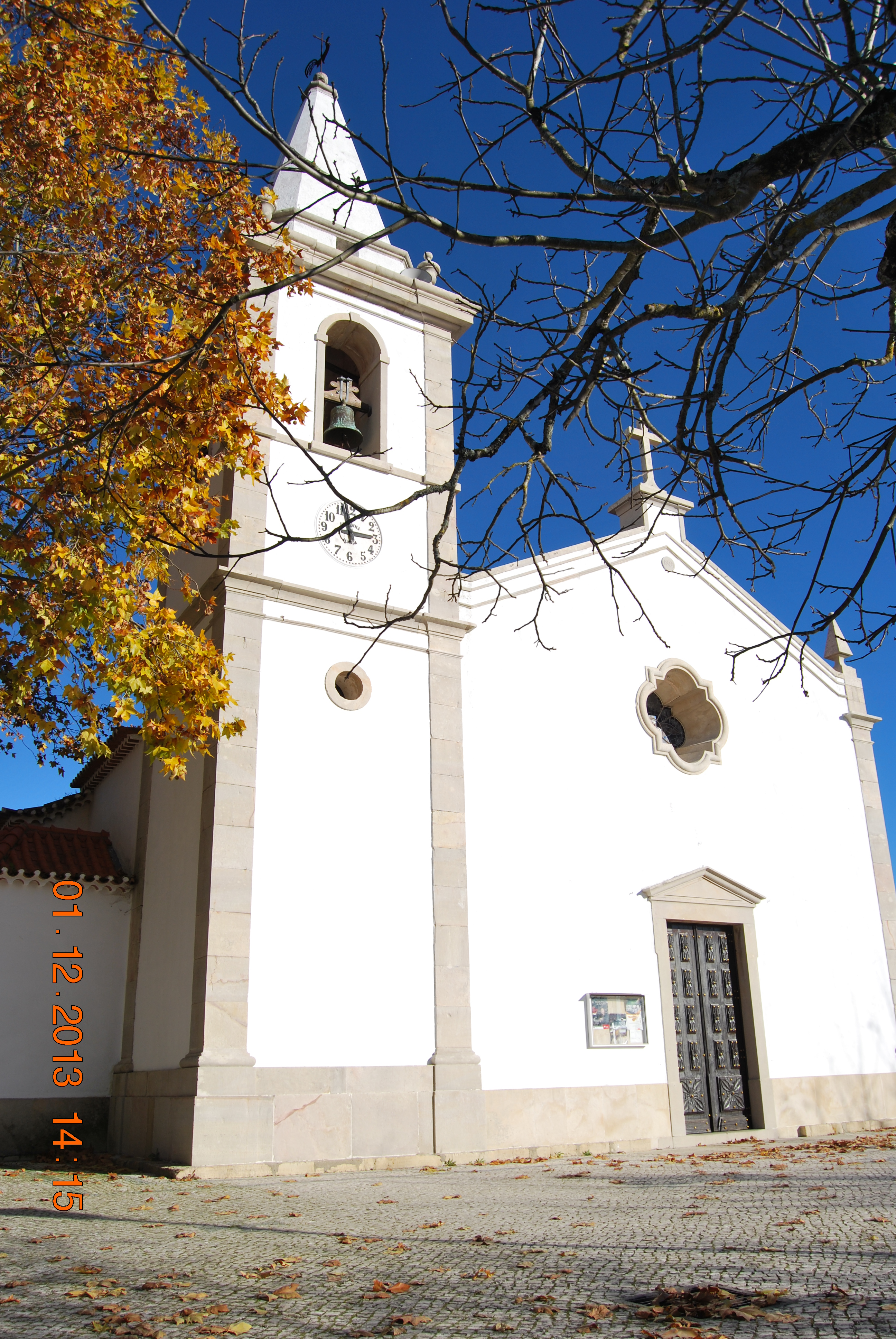
Die Gemeindekirche von Pussos

Pussos war Sitz einer eigenständigen Gemeinde (Freguesia) im Kreis (Concelho) von Alvaiázere im Distrikt Leiria. In der ehemaligen Gemeinde leben 1136 Einwohner auf einer Fläche von 24,99 km² (Stand 30. Juni 2011).
Folgende Ortschaften liegen im Gebiet der früheren Gemeinde Pussos:
| - Alqueidão de Pussos - Aveleira - Bispos - Cabaços - Carvalhal de Pussos - Casal da Piedade - Casal Novo - Casalinhos - Cavadas | - Cimo de Cabaços - Corgas - Cortiça - Cruz do Bispo - Eiras - Farroeira - Feteiras - Feteiras de Além - Jordões | - Ladeira - Lapa - Loureira - Outeirinho - Picanços - Portela das Feteiras - Portela de Cabaços - Portela do Mato - Pussos | - Ribeira do Vale Cipote - Sobreiral - Terras do Feio - Troia - Vale da Aveleira - Venda do Henrique - Vila Nova |

Im Zuge der administrativen Neuordnung in Portugal am 29. September 2013 wurden die Gemeinden Pussos und Rego da Murta zur neuen Gemeinde Pussos São Pedro zusammengefasst.